# Athletik SK Celje
Athletik Sportklub, poznatiji kao Athletik SK ili jednostavno Athletik, bio je slovenski nogometni klub iz Celja. Klub su 1906. godine osnovali celjski Nijemci. Također je bio poznat kao Cillier Sportverein u prvom dijelu sezone 1920.
Austrijski napadač Karl Dürschmied služio je kao igrač-trener kluba 1921. godine i prihvatio je igrati za Ljubljanski nogometni podsavez u prijateljskoj utakmici protiv reprezentacije Francuske, koja se često smatra prvom utakmicom slovenske reprezentacije.
Klupske boje 1932. bile su plava i žuta.

## Uspjesi
Prvenstvo Ljubljanskog podsaveza
- Doprvak: 1920./21.

Kup Ljubljanskog podsaveza
- Osvajač: 1930.
- Finalist: 1927.